# 槇宏太郎
槇 宏太郎（まき こうたろう）は日本の歯科医師、歯学者。昭和大学歯学部歯科矯正学教室元主任教授。現在は昭和大学歯科病院 病院長と昭和大学特任教授を兼任。

## 経歴
1984年昭和大学歯学部卒業、1989年同大学院修了。以後同大学助手、講師を務め、2003年より主任教授に就任。2023年３月退官。現在は昭和大学歯科病院 病院長に就任。昭和大学特任教授も兼任。
1989年 昭和大学から　歯学博士号を得る。論文の題は「三次元像再構築時の基準と骨塩定量機能をそなえたX線CT規格撮影法についての研究」。
2016年３月に日本のアライナー矯正治療をより安心・安全に普及させるため、「日本アライナー医療研究会」を発足。

## 著作
- 後藤, 滋巳、氷室, 利彦、槇, 宏太郎 ほか 編『チェアサイド・ラボサイドの矯正装置ビジュアルガイド』医歯薬出版、2004年11月15日。ISBN 978-4-263-43330-0。
- 槇, 宏太郎、後藤, 滋巳、石川, 博之 編『歯科マニュアルシリーズ 歯科矯正マニュアル』（第4版）南山堂、2006年2月1日。ISBN 978-4-525-83214-8。
- 槇宏太郎 著「II編 診断学 9章 検査」、相馬, 邦道、飯田, 順一郎; 山本, 照子 ほか 編『歯科矯正学』（第5版）医歯薬出版、2008年3月25日。ISBN 978-4-263-45615-6。
- 槇宏太郎『歯科矯正学サイドリーダー 矯正学講義の理解のために』（第4版）学建書院〈サイドリーダー〉、2009年6月1日。ISBN 978-4-7624-3110-4。
- 後藤, 滋巳、氷室, 利彦、槇, 宏太郎 ほか 編『チェアサイド・ラボサイドの矯正装置ビジュアルガイド 2』医歯薬出版、2009年11月20日。ISBN 978-4-263-43338-6。
- 後藤, 滋巳、清水, 典佳、槇, 宏太郎 ほか 編『矯正歯科治療　この症例にこの装置』医歯薬出版、2010年3月25日。ISBN 978-4-263-44303-3。
- 代表編集委員 伊藤学而、中島榮一郎 編集委員 槇宏太郎、齋藤功、市川和博 編『臨床家のための矯正YEAR BOOK 2010 症例から学ぶ矯正臨床の楽しさ』クインテッセンス出版〈ザ・クインテッセンス別冊〉、2010年9月10日。ISBN 978-4-7812-0275-4。
- 代表編集委員 伊藤学而、中島榮一郎 編集委員 槇宏太郎、齋藤功、市川和博 編『臨床家のための矯正YEAR BOOK 2011 矯正歯科のパラダイムを志向する』クインテッセンス出版〈ザ・クインテッセンス別冊〉、2011年9月10日。ISBN 978-4-7812-0218-1。
- 後藤滋巳、槇宏太郎、石川博之、福田理、居波徹、嘉ノ海龍三 編『幼児・学童期からの矯正歯科治療 乳歯・混合歯列期の不正咬合と障害児への対応』医歯薬出版、2012年3月10日。ISBN 978-4-263-44361-3。
- 新井一仁、石川博之、北井則行、後藤滋巳、清水典佳、寺田員人、中村芳樹、福井和徳、槇宏太郎、松本尚之、三浦廣行、溝口到、山田一尋『新しい歯科矯正学』（第3版）永末書店、2012年3月24日。ISBN 978-4-8160-1240-2。
- 中島榮一郎、槇宏太郎『知りたい・聞きたい　矯正歯科Q&A』クインテッセンス出版〈大づかみ矯正歯科臨床シリーズ〉、2012年5月10日。ISBN 978-4-7812-0255-6。
- 代表編集委員 伊藤学而、中島榮一郎 編集委員 槇宏太郎、齋藤功、市川和博 編『臨床家のための矯正YEAR BOOK 2012 矯正臨床の多角的な視点を養う』クインテッセンス出版〈ザ・クインテッセンス別冊〉、2012年9月10日。ISBN 978-4-7812-0275-4。
- 後藤滋巳、清水典佳、森山啓司、宮澤健、槇宏太郎、石川博之 編『安心・安全　歯科矯正用アンカースクリュー この症例にこの方法』医歯薬出版、2013年1月。ISBN 978-4-263-43353-9。

## 所属団体
- 日本矯正歯科学会[4]
- 日本歯科医学会[4]
- 東京矯正歯科学会 理事[5]
- 日本口蓋裂学会[4]
- 国際歯科研究学会[4]
- 昭和歯学会 理事[6]
- 日本骨形態計測学会 評議員[4]
- 日本シミュレーション外科学会 理事[7]
- 日本頭蓋顎顔面外科学会[4]
- 日本アライナー医療研究会
- 国際シミュレーション外科学会[4]

| 学職                                | 学職                                                   | 学職   |
| ----------------------------------- | ------------------------------------------------------ | ------ |
| 先代 柴崎好伸 第2代 1993年 - 2002年 | 昭和大学 歯学部 歯科矯正学教室 主任教授 第3代 2003年 - | 次代 - |